# Clara Zoë My-Linh von Arnim
Clara Zoë My-Linh von Arnim (* 1994 in München) ist eine deutsch-vietnamesische  Regisseurin.

## Leben
Ab 2015 studierte Clara von Arnim Regie an der deutschen Film- und Fernsehakademie Berlin (DFFB). Während des Studiums realisierte sie einige Kurzfilme. Sie lebt in Berlin.
Mit ihrem Kurzfilm In den Binsen erhielt sie den Innovationspreis des Bundesfestival junger Film und war für den Deutschen Kurzfilmpreis 2020 nominiert. 2021 arbeitete sie als Autorin in der 8. Staffel der Webserie Druck und der 2. Staffel der Webserie Echt (beides für das ZDF produziert). 2023 übernahm sie zusammen mit Anja Marquardt die Regie bei der TV-Serie Die Zweiflers. Dafür wurde sie für den Deutschen Fernsehpreis 2024 in der Kategorie Beste Regie Fiktion nominiert.

## Filmografie (Auswahl)
- 2019: In den Binsen (Kurzfilm)
- 2021: Druck (Webserie – Staffel 8)
- 2021: Echt (Webserie – Staffel 2)
- 2021: Excalibur City (Film) – auch Drehbuch
- 2022: Feelings (Fernsehserie) – auch Drehbuch
- 2023: Die Zweiflers (Fernsehserie)
- 2024: Marzahn Mon Amour (Fernsehserie) nach einem Buch von Katja Oskamp

## Auszeichnungen
- 2020: Innovationspreis des Bundesfestival junger Film
- 2020: Deutscher Kurzfilmpreis 2020 (nominiert)
- 2024: Deutscher Fernsehpreis / Beste Regie Fiktion (nominiert)